# Året utan sommar

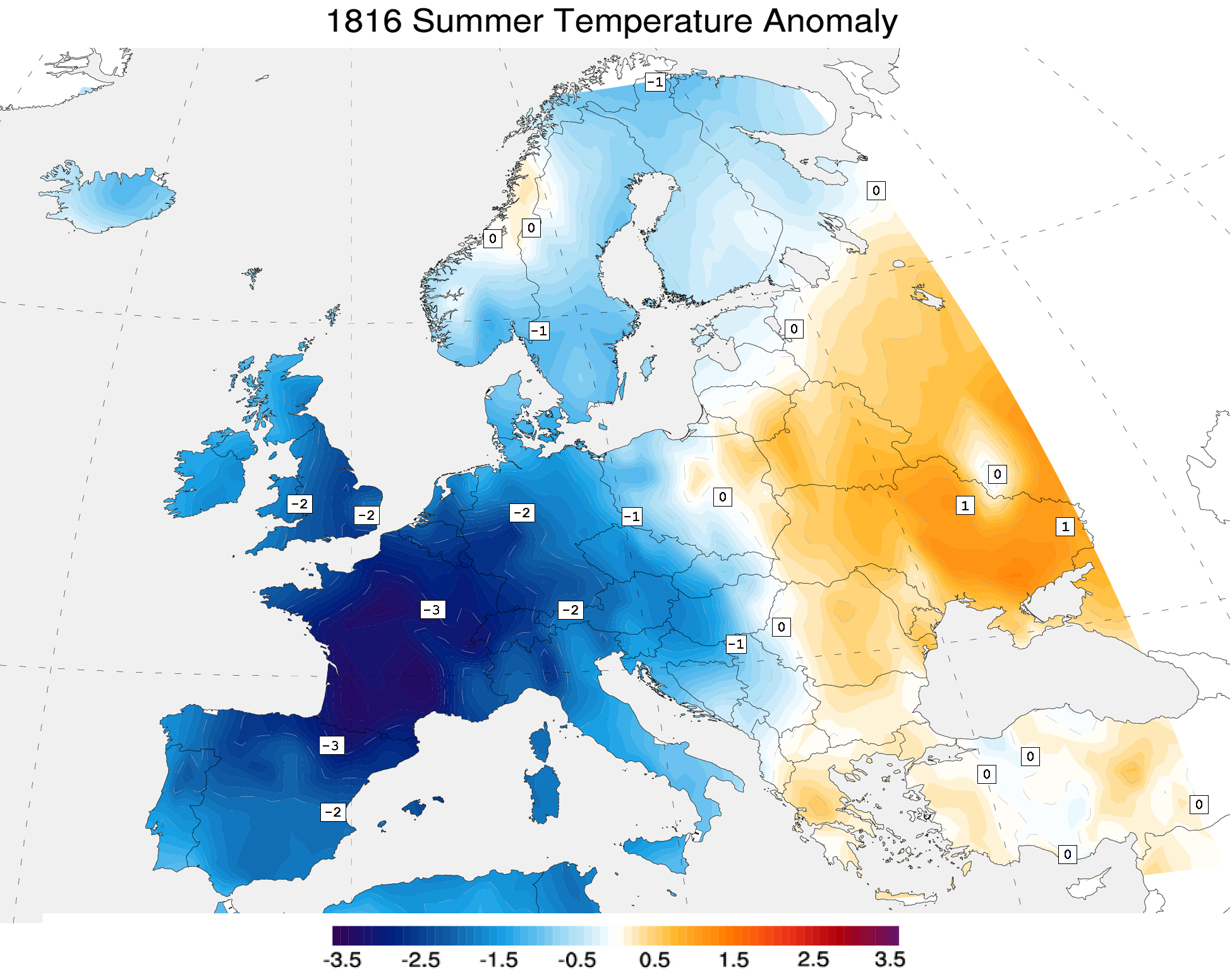
Sommaren 1816 i Europa, jämfört med snittet åren 1971–2000.

Året utan sommar, eller artonhundra-frös-ihjäl är, på grund av den extremt kalla sommaren på norra halvklotet, andra namn för 1816. Den plötsliga och oväntade klimatförändringen orsakades av ett explosivt utbrott från vulkanen Tambora i dåvarande Nederländska Indien (nuvarande Indonesien), vilket pågick mellan den 5 och 15 april 1815. De väldiga mängderna vulkanisk aska från utbrottet gjorde att solljuset hindrades från att nå jordytan, varpå denna avkyldes, vilket orsakade missväxt, epidemier, hungersnöd och översvämningar i Europa och Nordamerika. Även Sydamerika drabbades av ovanliga väderförhållanden och naturkatastrofer.

## Nordamerika
Våren och sommaren 1816 observerades en "torrdimma" i nordöstra USA. Dimman hindrade solstrålarna, och solfläckar var synliga för blotta ögat. Varken vindarna eller regnet kunde få bort "dimman".
I maj 1816 förstörde frosten de flesta grödorna som planterats, den 4 juni 1816 rapporterades frost i Connecticut och dagen därpå greps de flesta delarna av New England av kölden. Den 6 juni 1816 föll snö över Albany i New York och Dennysville i Maine.
I New York sjönk temperaturerna till −26 °F (−32 °C) under vintern 1817. Detta ledde till att Upper New York Bay kunde användas för att åka häst och släde på över Buttermilkkanalen från Brooklyn till Governors Island.

## Asien
I Kina tog kölden död på träd, risfält och vattenbufflar, framför allt i de norra delarna. Översvämningar förstörde många kvarvarande grödor. Mount Tamboras utbrott påverkade Kinas monsunsäsong, och ledde till översvämningar i Yangtzedalen 1816. I Indien ledde de försenade sommarmonsunerna till regn som bidrog till att koleran spreds från Gangesfloden och ända bort till Moskva.

## Europa
Effekterna spred sig även längre framåt i tiden än vintern. I västra Schweiz, var somrarna 1816 och 1817 så kalla att en isdamm bildades vid Giétroglaciäreren i Val de Bagnes. I ett försök av ingenjör Ignaz Venetz att minska vattnet, kollapsade isdammen i juni 1818.
Eftersom många inte visste vad det handlade om hölls demonstrationer framför marknadsplatser och bagerier, följda av upplopp, mordbrand och plundringar, i många europeiska städer. Hungersnöden var den värsta under 1800-talet.